# Equipamiento de rescate
- Wikimedia Commons alberga una categoría multimedia sobre Equipamiento de rescate.

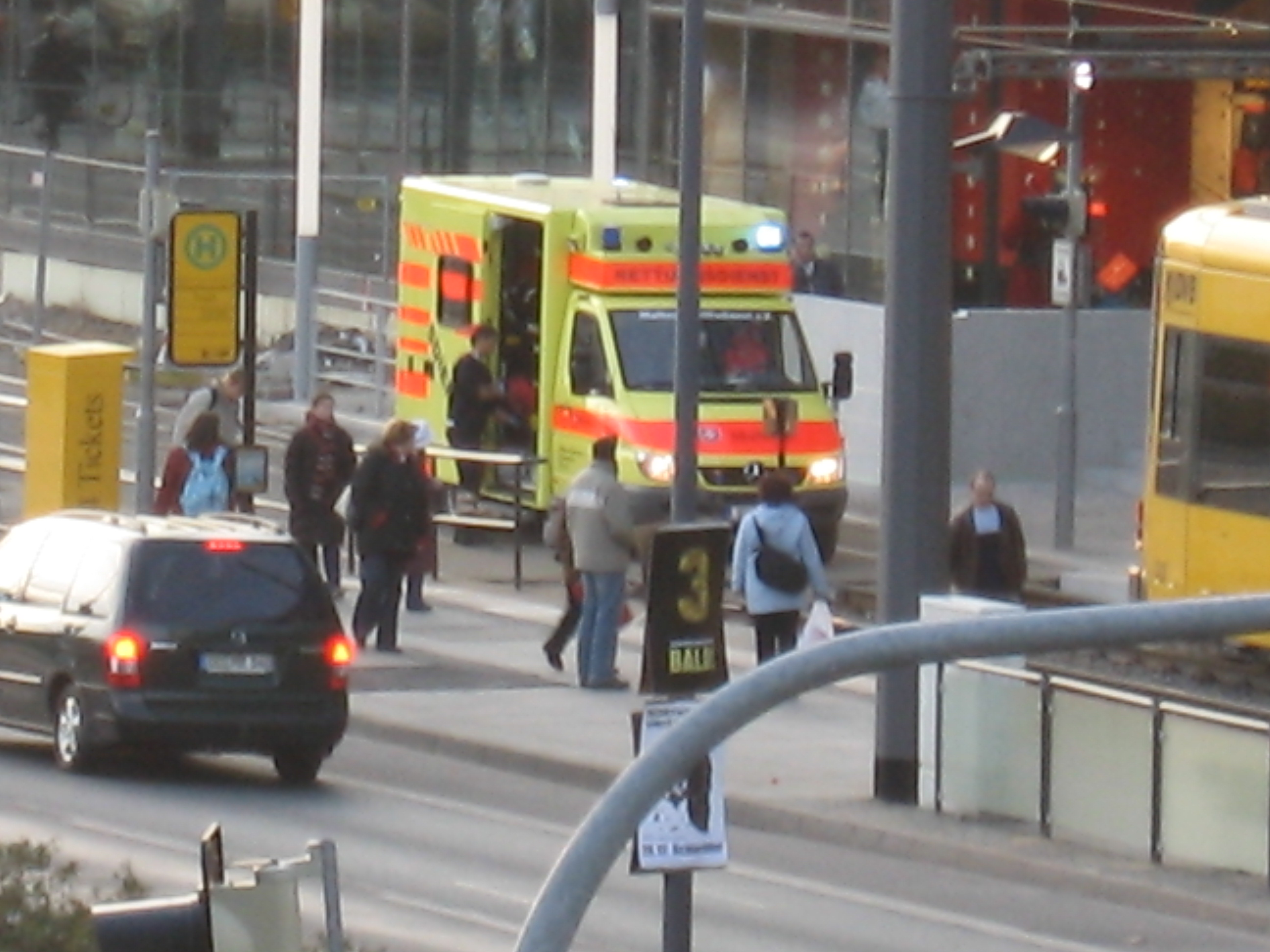
Equipo de rescate en Dresde, Alemania, en 2006.

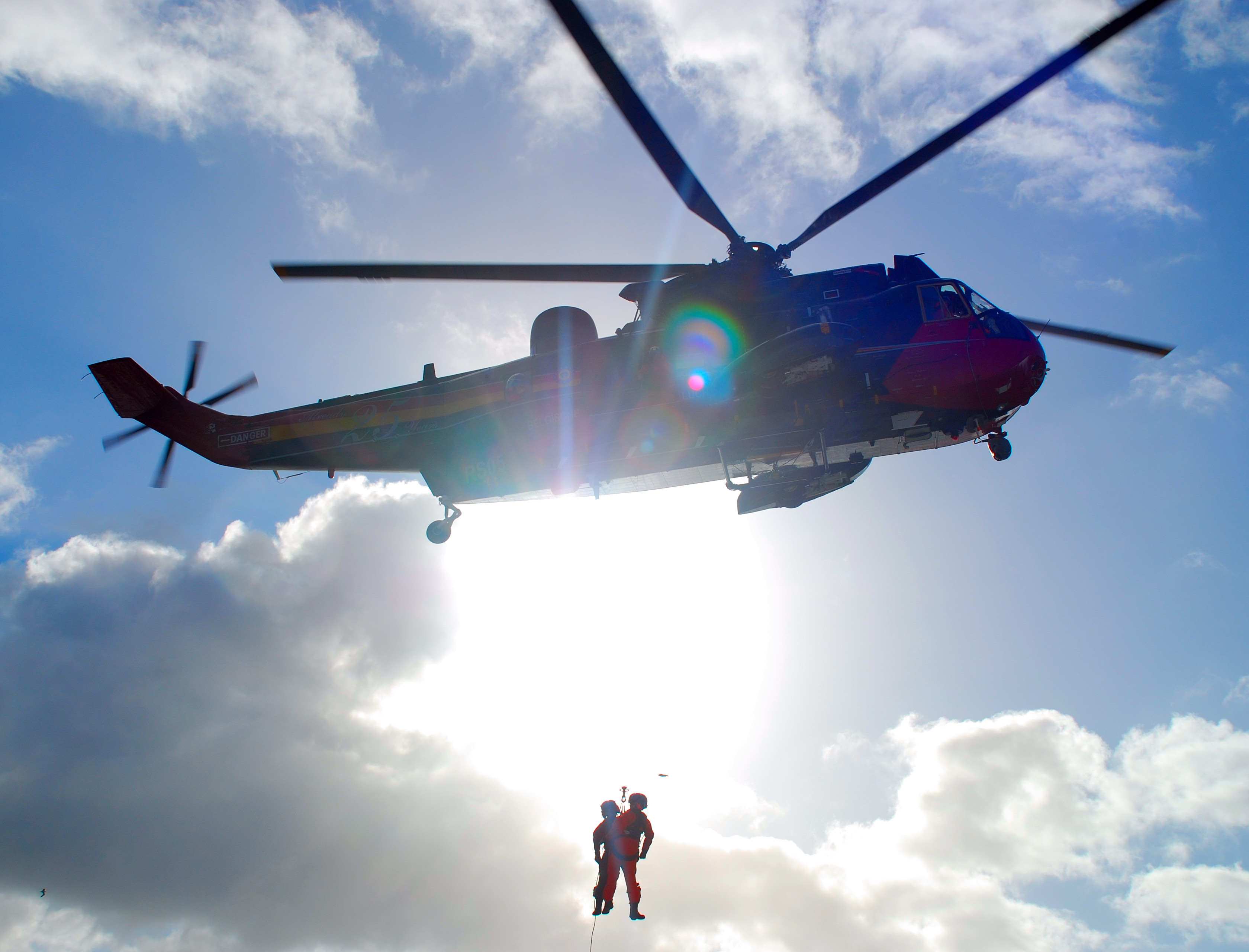
Helicóptero de rescate.

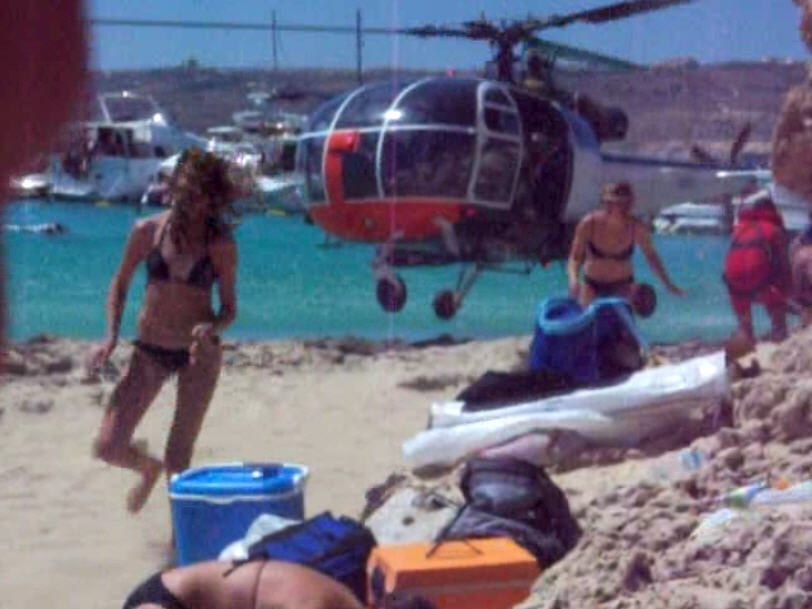
Rescate real con helicóptero en Malta en 2007.

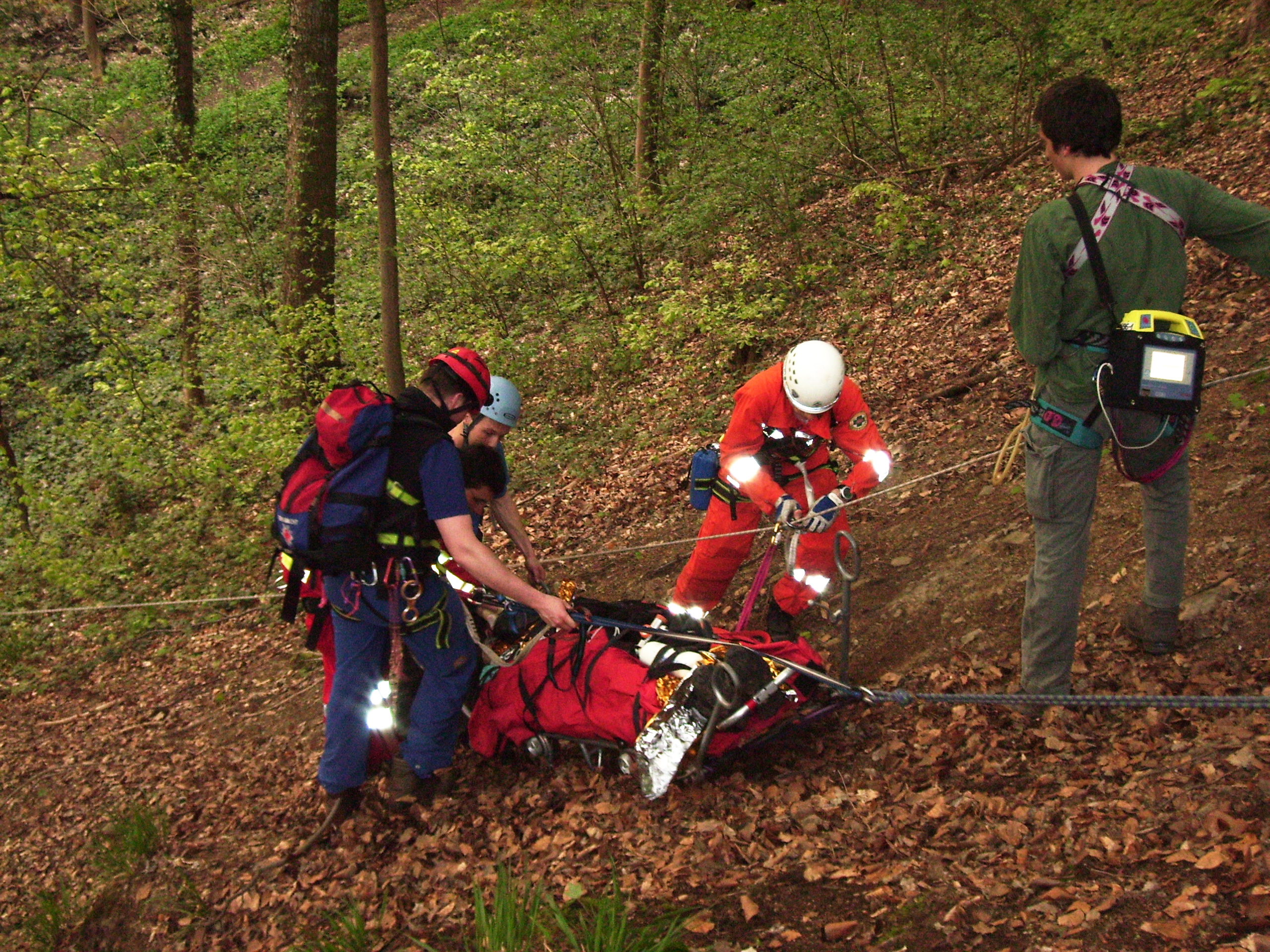
Paciente en una camilla durante un rescate de montaña.

El equipamiento de rescate es el conjunto de dispositivos materiales que se emplean en las operaciones de rescate o salvamento, que implican generalmente recuperar personas en situación de riesgo para evitar la pérdida de vidas, y para prevenir lesiones. También se incluyen los materiales necesarios para las operaciones de búsqueda y rescate.

## Clases
Las herramientas utilizadas son muy diversas y pueden incluir 
- Animales: perros de búsqueda, caballos de búsqueda y rescate,
- Vehículos: helicópteros, botes salvavidas, ambulancias, vehículos de bomberos, motos de nieve...
- Herramientas: Herramientas hidráulicas de rescate y otras herramientas de corte (cizallas) y expansión (brazo telescópico)[1] para recuperar a personas aprisionadas dentro de un vehículo accidentado...
- Otros dispositivos: Cuerdas y material complementario, equipos transmisores, aro salvavidas, camillas para transporte de heridos, trineos, ...

Las operaciones de rescate requieren a veces el uso de vehículos especiales, tales como los vehículos de bomberos o vehículos pesados de rescate. A veces, la complejidad del acceso al lugar donde están las personas atrapadas requiere el diseño y construcción de equipos específicos capaces de realizar el rescate. Un ejemplo de esto es el rescate de 33 mineros chilenos tras el derrumbe de la mina san José que requirió la construcción de la cápsula Fénix-2 en la llamada Operación San Lorenzo.

## Rescate con cuerdas
Las cuerdas y otros dispositivos similares (cables de acero...) puede llegar hasta lugares y extraer a personas o animales procedentes de lugares de difícil acceso, incluyendo cuevas, espacios confinados, lugares inaccesible de la costa, el mar, zonas con nieve o hielo, espacios subterráneos...
Permiten contactar con las personas a rescatar y ponerlas a salvo ejerciendo una tracción desde un lugar o vehículo hasta donde hayan podido llegar los equipos de rescate.
Los materiales complementarios que se utilizan en este tipo de rescates son: Cuerdas estáticas, cuerdas dinámicas, cintas tubulares, rápel, poleas, mosquetones de seguridad, cacolet, percha ,...

## Formación y entrenamiento
Las operaciones de rescate requieren un alto grado de formación y son realizadas por equipos de rescate, ya sea independientes o parte de organizaciones mayores como bomberos, policía, ejército, o servicios de ambulancia. En general son atendidos por personal con formación médica de primeros auxilios y entrenamiento continuado en el equipamiento de rescate a utilizar.